# تاماهاوک استخوانی
تاماهاوک استخوانی (انگلیسی: Bone Tomahawk) یک فیلم سینمایی آمریکایی در ژانر وسترن و فیلم ترسناک محصول سال ۲۰۱۵ به نویسندگی و کارگردانی اس کریگ زالر است. بازیگران این فیلم عبارتند از: کرت راسل، پاتریک ویلسون، متیو فاکس، ریچارد جنکینز، لیلی سیمونز، دیوید آرکت، سی هیگ و شان یانگ. این فیلم در تاریخ ۲۵ سپتامبر ۲۰۱۵ در فنتستیک فست اکران شد.